# Злотополиці
Злотополиці (пол. Złotopolice) — село в Польщі, у гміні Залуський Плонського повіту Мазовецького воєводства.
Населення — 283 особи (2011).
У 1975-1998 роках село належало до Цехановського воєводства.

## Демографія
Демографічна структура станом на 31 березня 2011 року:
|          | Загалом | Допрацездатний вік | Працездатний вік | Постпрацездатний вік |
| -------- | ------- | ------------------ | ---------------- | -------------------- |
| Чоловіки | 136     | 31                 | 90               | 15                   |
| Жінки    | 147     | 35                 | 82               | 30                   |
| Разом    | 283     | 66                 | 172              | 45                   |